# Antonio Blado
Antonio Blado (Asola, 1490 – Roma, febbraio 1567) è stato un tipografo italiano.

## Biografia

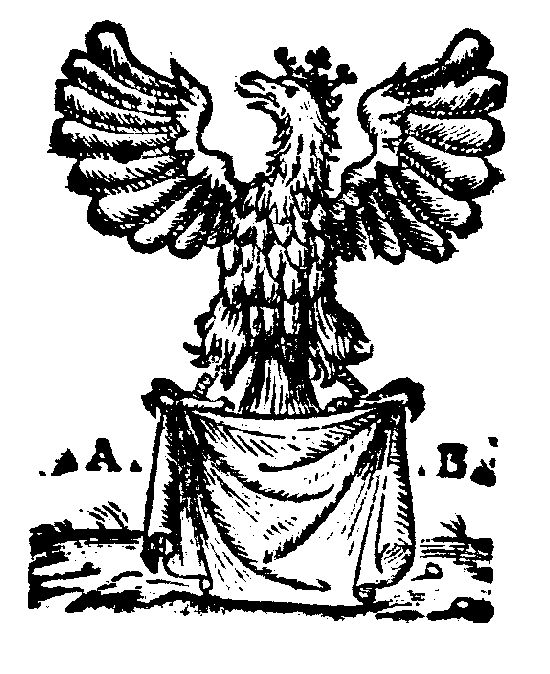
Marca tipografica di Antonio Blado

Di origine mantovana, fu attivo a Roma fin dal 1516, anno delle sue due prime opere (Mirabilia Urbis Romae e Decalogus de sancto Paulo di Paolo di Tebe). La sua stamperia era nelle immediate adiacenze di Campo de' Fiori, lungo la via Mercatoria "in aedibus D. Io. Baptistae de Maximis", già sede della tipografia installata dai monaci Conrad Sweynheym e Arnold Pannartz. 
Nel 1527 entrò in possesso dei tipi di carattere appartenuti a Ludovico degli Arrighi.
Nel 1549 divenne tipografo della Curia romana. Talvolta stampò anche a Rieti e a Foligno.
Di lui ci restano ottime edizioni dei Discorsi di Niccolò Machiavelli (1531), degli Exercitia spiritualia di Sant'Ignazio (1548) e delle Antichità di Roma di Andrea Palladio.
I suoi figli, Bartolomeo, Stefano, Orazio e, soprattutto, Paolo Blado, furono discreti tipografi. Paolo portò avanti l'attività paterna fino al 1609.